# 楊述程
楊述程（？—？），號華毓，四川叙州府富顺县人，明朝政治人物。

## 生平
萬曆二十八年（1600年）庚子科四川乡试举人，二十九年（1601年）聯捷辛丑科進士。刑部觀政，三十年授户部主事，本年丁憂歸。三十三年起補原职，本年管西三倉，三十六年升户部郎中，宣府管粮，三十七年八月升山西大同道佥事，改冀北道佥事，四十年闰十一月升山西按察司副使，照旧供事。四十一年考察調簡，四十四年起補山东按察司副使，四十七年三月升陕西河西道参政。天启元年七月调山东登莱監軍道按察使，奢安之乱起，十二月为川贵总督张我续所薦，改任湖廣按察使，監軍四川，解新都之圍，又率所部再救重慶。奢酋恨杨述程，令賊党煅其家，誥命悉付灰燼，继母宋氏為賊拷死。二年四月调贵州按察使，管威清兵备事。尋告歸。五年起升陕西右布政使，西路兵备道，丁憂歸。崇禎元年起補湖廣右布政使，五月升都察院右佥都御史、巡抚广西等处地方。三年加兵部右侍郎衔，改巡抚宣府，与镇守太監有隙，十一月以不稱職罢官回籍。卒年七十余，祀鄉賢祠。

## 家族
曾祖楊載，壽官。祖父杨大烈、父杨秀春，俱赠通议大夫兵部右侍郎兼都察院右佥都御史。兄杨述中，万历十七年進士，川贵总督。